# Museo Brunel
El Museo Brunel es una pequeña exposición situada en el Edificio de máquinas de Brunel, en Rotherhithe, Municipio de Southwark (Londres). La casa de máquinas fue diseñada por Sir Marc Isambard Brunel como parte de la infraestructura del Túnel del Támesis que se inauguró en 1843, el primer túnel que se construyó bajo un río navegable en cualquier parte del mundo. Comprende la Casa de Máquinas y el Pozo del Túnel, con un jardín en su cubierta. Isambard Kingdom Brunel trabajó con su padre en el proyecto desde 1823 y fue nombrado Ingeniero Residente en enero de 1827 a la edad de 20 años.

## Pozo del túnel / Gran vestíbulo de entrada
El sitio del museo incluye el Tunnel Shaft, que fue el primer cajón de cimentación del mundo. Una torre de ladrillo de 3 pies (0,9 m) de espesor 50 pies (15,2 m) de diámetro se construyó sobre el suelo a una altura de 42 pies (12,8 m). Luego se hundió por su propio peso a una profundidad de 40 pies (12,2 m). Los restantes 20 pies (6,1 m) de pozo necesarios para lograr el nivel correcto para excavar el túnel se construyeron mediante anclaje. El túnel fue realizado por mineros de pie dentro de un escudo de hierro (o cofre móvil) diseñado y patentado por Marc Isambard Brunel. El pozo fue ampliamente renovado en 2016, con una escalera añadida para mejorar el acceso.

## Casa de Máquinas de Brunel

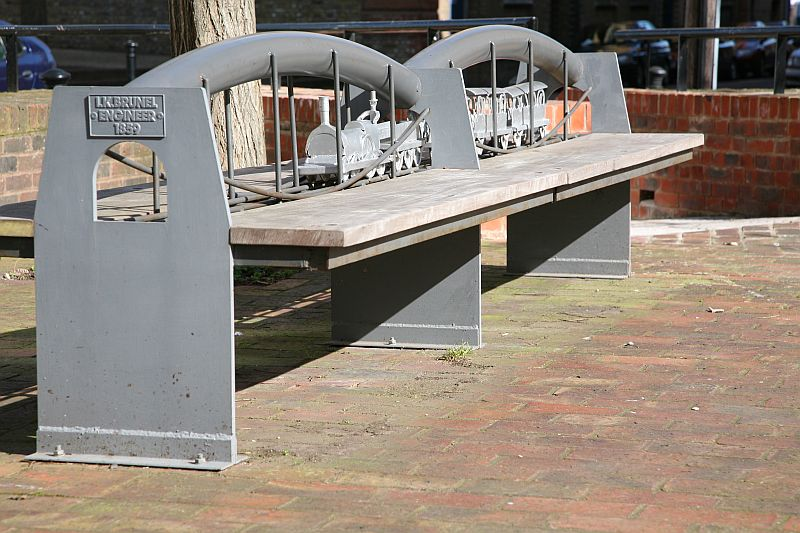
Banco que reproduce un modelo del Puente Royal Albert, Saltash

La Casa de Máquinas fue diseñada por Sir Marc Isambard Brunel para ser parte de la infraestructura del Túnel del Támesis. Contenía las bombas de vapor utilizadas para extraer el agua infiltrada en el túnel.
El museo alberga un modelo del escudo tunelador, así como imágenes y artefactos de cuando el túnel estaba en uso como vía peatonal entre Rotherhithe y Wapping.
Desde 1961 el edificio se utiliza como museo, mostrando información sobre la construcción del túnel y los otros proyectos de Marc e Isambard Kingdom Brunel. El deterioro estructural fue solucionado en 1975 mediante una recaudación de fondos denominada "Brunel Exhibition Rotherhithe".
En 2006, el museo cambió su nombre de Brunel Engine House a Brunel Museum, y amplió su exposición para incluir un nuevo mural en la pared exterior del edificio que muestra el escudo tunelador. Así mismo, se añadieron referencias a otras obras de los Brunel, como los modelos de sus famosos puentes incorporados a los bancos.
En 2018, el museo recaudó más de 200.000 libras, incluida una importante subvención del National Heritage Memorial Fund, para comprar un álbum que incluía una colección de dibujos del túnel del Támesis, preparados o supervisados por Marc Isambard Brunel (1769-1849).

## Fin de semana de puertas abiertas
El Museo Brunel participa en el evento Open House Weekend todos los años y, hasta el cierre temporal de la Línea Este en 2007, llevó grupos de personas a través del túnel en los trenes del Metro de Londres como parte de una visita guiada por el túnel.
También organizan otros eventos durante el año, especialmente durante las vacaciones escolares, incluyendo recorridos de la obra y visitas en línea.

## Rehabilitación
El museo se sometió a importantes obras de remodelación en 2007, lo que implicó la reubicación de la máquina de vapor Rennie Flat V en el Muelle Histórico de Chatham para disponer de un espacio de exhibición más grande, una cafetería y baños mejorados. Con el cierre de la Línea Este en diciembre de 2007 para realizar amplias mejoras, el museo esperaba que el pozo de acceso al túnel (originalmente construido para ser el gran vestíbulo de entrada al túnel) pudiera cubrirse con una losa de hormigón en la parte inferior, por encima del nivel de los trenes. Esta plataforma se completó a principios de 2010, y la inauguración tuvo lugar a finales de enero. El pozo de acceso recibió sus primeros grupos de público en general el 14 de febrero de 2010 (Día de San Valentín) cuando se inauguró como el Túnel del amor para breves presentaciones históricas que detallan la historia del túnel y notas históricas de la vida privada y el diario del hijo de Macr Brunel, Isambard. El pozo ahora alberga un espacio de exhibición capaz de alojar pequeñas reuniones.

## Proyecto renovado del Museo Brunel
En 2019, el museo recibió fondos de desarrollo de Heritage Fund y otros patrocinadores para transformar su oferta. Si la siguiente etapa planteada tiene éxito, este proyecto conservará el edificio histórico, mejorará las instalaciones para visitantes y proporcionará un hogar para la colección recientemente adquirida de diseños de acuarelas del Túnel del Támesis de Marc Brunel. También podrán ofrecer una gama más amplia de eventos y actividades para los visitantes. En septiembre de 2020, el proyecto se encontraba en fase de consulta comunitaria.